# Reino da Córsega (1736)

Bandeira usada pelo Reino da Córsega

O Reino da Córsega foi um reino de curta duração na ilha da Córsega. Foi formado depois que os ilhéus coroaram o aventureiro alemão Theodor Stephan Freiherr von Neuhoff como Rei da Córsega.

## Formação e queda
Em Gênova, Neuhoff conheceu alguns rebeldes e exilados da Córsega e os convenceu de que poderia libertar seu país da tirania genovesa se o tornassem rei da ilha. Com a ajuda do Bey de Tunis, desembarcou na Córsega em 12 de março de 1736 com ajuda militar. Os ilhéus, cuja campanha não teve sucesso, elegeram-no e coroaram-no rei. Ele assumiu o título de rei Teodoro I, emitiu decretos, instituiu uma ordem de cavalaria e travou guerra contra os genoveses, a princípio com algum sucesso. Mas as lutas internas entre os rebeldes logo os levaram à derrota. Os genoveses colocaram sua cabeça a prêmio e publicaram um relato de seu passado colorido, e ele deixou a Córsega em 11 de novembro de 1736, ostensivamente para buscar ajuda estrangeira. Depois de sondar a possibilidade de proteção da Espanha e de Nápoles, partiu para a Holanda, onde foi preso por dívidas em Amsterdã.
Ao recuperar sua liberdade, Theodore enviou seu sobrinho para a Córsega com um suprimento de armas; ele próprio retornou à Córsega em 1738, 1739 e 1743, mas as forças genovesas e francesas combinadas continuaram a ocupar a ilha. Em 1749 ele chegou à Inglaterra em busca de apoio, mas acabou se endividando e foi confinado em uma prisão para devedores em Londres até 1755. Ele recuperou sua liberdade declarando-se falido, transferindo seu reino da Córsega para seus credores e subsistindo com a caridade de Horace Walpole e alguns outros amigos até sua morte em Londres em 1756.